# 太白山杭子梢
太白山杭子梢（学名：Campylotropis macrocarpa var. giraldii）为豆科杭子梢属下的一个变种。

## 扩展阅读
- 維基物種上的相關：太白山杭子梢